# Egberto Gismonti

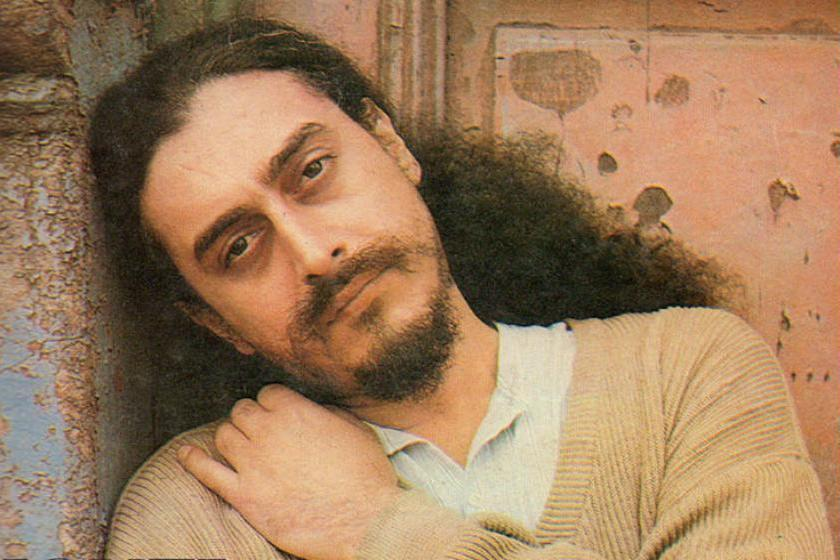
Egberto Gismonti (1980)

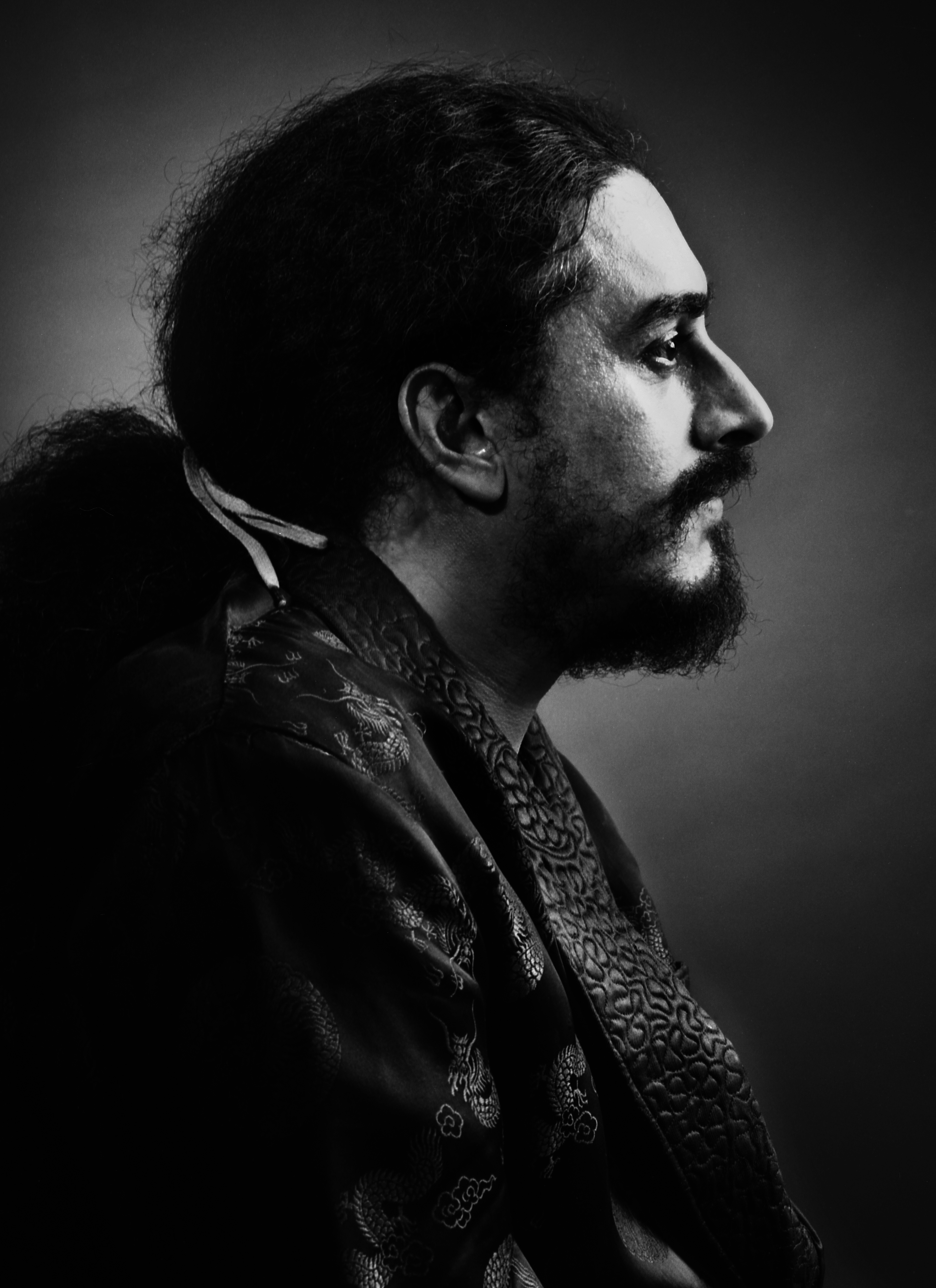
Egberto Gismonti - Portrait by Gert Chesi, 80er

Egberto Gismonti (* 5. Dezember 1947 in Carmo, Bundesstaat Rio de Janeiro) ist ein brasilianischer Musiker. Er ist Komponist, Pianist, Gitarrist, Akkordeonist bzw. Sanfona-Spieler und Flötist. Sein Werk ist nicht auf eine bestimmte Richtung festgelegt; er kombiniert Jazz und Neue Musik mit brasilianischer Musik.

## Leben
Gismonti wurde als Sohn eines Libanesen und einer Sizilianerin geboren. Er stammt aus einer musikalischen Familie: Bereits sein Großvater und sein Onkel leiteten Orchester. Bereits mit fünf Jahren begann er auf Wunsch seiner Eltern, das Klavierspielen zu lernen. Nebenbei spielte er auch Flöte, Klarinette und Gitarre. Sein Können an den verschiedenen, auch genuin brasilianischen Gitarrenarten wie etwa am Violão, eignete er sich autodidaktisch an. Nachdem er 15 Jahre lang klassisches Klavier in Rio de Janeiro und in Nova Friburgo erlernt hatte, erhielt er ein Studienstipendium für klassische Musik in Wien, das er jedoch ausschlug, um sich der Popularmusik zu widmen. 1968 veröffentlichte er seine Komposition O Sonho, die von Os Três Morais interpretiert wurde. Wenig später ging er nach Frankreich und studierte Komposition und Orchestrierung am Conservatoire de Paris bei Nadia Boulanger und Jean Barraqué.
Gismonti schrieb in der Folgezeit Lieder für Marie Laforêt. Sein erstes Album Egberto Gismonti war 1969 noch von der Bossa Nova beeinflusst. Erst auf dem Album Orfeo novo präsentierte er sich auch als Instrumentalist. Seine bekannte Komposition Agua e vinho komponierte er für Klavier zu einem Text von Geroldo Eduardo Ribeiro Carneiro. Seit 1973 spielte er eine achtsaitige Spezialgitarre, u. a. bei Aufnahmen und Konzerten mit Airto Moreira, Flora Purim, Herbie Hancock, Miles Davis, Paul Horn oder Cal Tjader.
Gismonti war auf dem internationalen Markt sehr erfolgreich: Das gemeinsam mit dem brasilianischen Perkussionisten Naná Vasconcelos eingespielte Album Dança das cabeças („Tanz der Köpfe“) verkaufte sich über 200.000 Mal. Er trat auf internationalen Festivals wie den Berliner Jazztagen oder dem Festival International de Jazz de Montréal und ging wiederholt nicht nur mit Vasconcelos und eigenen Gruppen, sondern auch mit Jan Garbarek,  Charlie Haden, Ralph Towner, Collin Walcott oder L. Shankar auf Tournee.
Weiterhin arbeitete er auch mit Elis Regina, Quincy Jones und Hermeto Pascoal zusammen, später auch mit Maria Bethânia, Marlui Miranda, Wagner Tiso und Yo-Yo Ma.
Um mehr Freiheiten für seine Musik zu haben, gründete Gismonti 1978 das eigene Plattenlabel Carmo, das auch einen großen Teil seiner alten Produktionen wieder zugänglich macht, die zunächst nur in Brasilien, Frankreich oder Italien erschienen waren. Er nahm seit Mitte der 1970er-Jahre auch für Manfred Eichers Label ECM auf. 2006 ergänzte er seine Aufnahmen von Orchesterwerken um die Suite Sertoes Veredas mit der kubanischen Camerata Romeu, zugleich spielte er mit seinem Sohn Alexandra Duos Saudações ein.

## Leistungen
Der unter anderem auch von Maurice Ravel und Jimi Hendrix beeinflusste Multi-Instrumentalist Egberto Gismonti bringt in seinen Kompositionen „Folklore, moderne Kammermusik und Jazz auf den Nenner einer völlig eigenständigen Musik“. Martin Kunzler zufolge gilt er „seiner Kreativität und Originalität wegen als moderner Nachfolger von Heitor Villa-Lobos.“

## Auszeichnungen
1977 erhielt Gismonti den Deutschen Schallplattenpreis für Dança das cabeças, das im amerikanischen Magazin Stereo Review als Album des Jahres gewürdigt wurde.

## Diskografie
- Egberto Gismonti (Elenco, 1969)
- Sonho 70 (Polygram, 1970)
- Janela De Ouro (1970)
- Computador (1970)
- Orfeo Novo (1971)
- Água & Vinho (1972)
- Arvore (1973)
- Academia de Danças (Carmo, 1974)
- Coraçoes Futuristas (1976)
- Dança das Cabeças (ECM, 1977; mit Naná Vasconcelos)
- Carmo (1977)
- Sol Do Meio Dia (ECM, 1978; mit Ralph Towner, Collin Walcott, Naná Vasconcelos und Jan Garbarek)
- No Caipira (Carmo, 1978)
- Solo (ECM, 1979)
- E. Gismonti & N. Vasconcelos & M. Smetak (1979)
- Charlie Haden, Jan Garbarek & Egberto Gismonti Magico (ECM, 1979)
- Circense (Carmo, 1980)
- Frevo (EMI Odeon, 1980)
- Jan Garbarek/Charlie Haden/Egberto Gismonti Folk Songs (ECM, 1981)
- Em Familia (1981)
- Sanfona (ECM, 1980/1981; solo bzw. mit Academia de danças (Mauro Senise, Zeca Assumpção, Nenê))
- Fantasia (1982)
- Sonhos de Castro Alves (1982)
- Cidade coraçao (1983)
- Egberto Gismondi & Hermeto Pascoal (1983)
- Works (Kompilation 1976–1981, ed. 1984)
- Duo Gismonti/Vasconcelos Jazzbühne Berlin '84 (rec. 1984, ed. 1990)
- Egberto Gismonti & Naná Vasconcelos Duas Vozes (ECM, 1985)
- Trem Caipira (Carmo, 1985)
- Alma (1986)
- Feixe De Luz (1988)
- Pagador De Promessas (1988)
- Charlie Haden/Egberto Gismonti: In Montreal (rec. 1989, ed. 2001)
- Dança dos Escravos (ECM, 1989)
- Kuarup (1989)
- Infância (ECM, 1990, mit Jaques Morelenbaum und Nando Carneiro)
- Amazônia (Carmo, 1991; Filmmusik)
- El Viaje (1992, Filmmusik)
- Casa das Andorinhas (1992)
- Música de Sobrevivência (ECM, 1993)
- Zigzag (ECM, 1995)
- Meeting Point (ECM, rec. 1995, ed. 1997, mit der Litauer Staatssymphonie unter Gintaras Rinkevicius)
- Saudações – 2009 (ECM rec. 2006/2007, ed. 2009 mit Camerata Romeu unter Zenaida Romeu  bzw. Alexandre Gismonti)
- Jan Garbarek/Egberto Gismonti/Charlie Haden Magico: Carta de Amor (ECM rec. 1981, ed. 2012, Doppel-CD)